# Salems IF

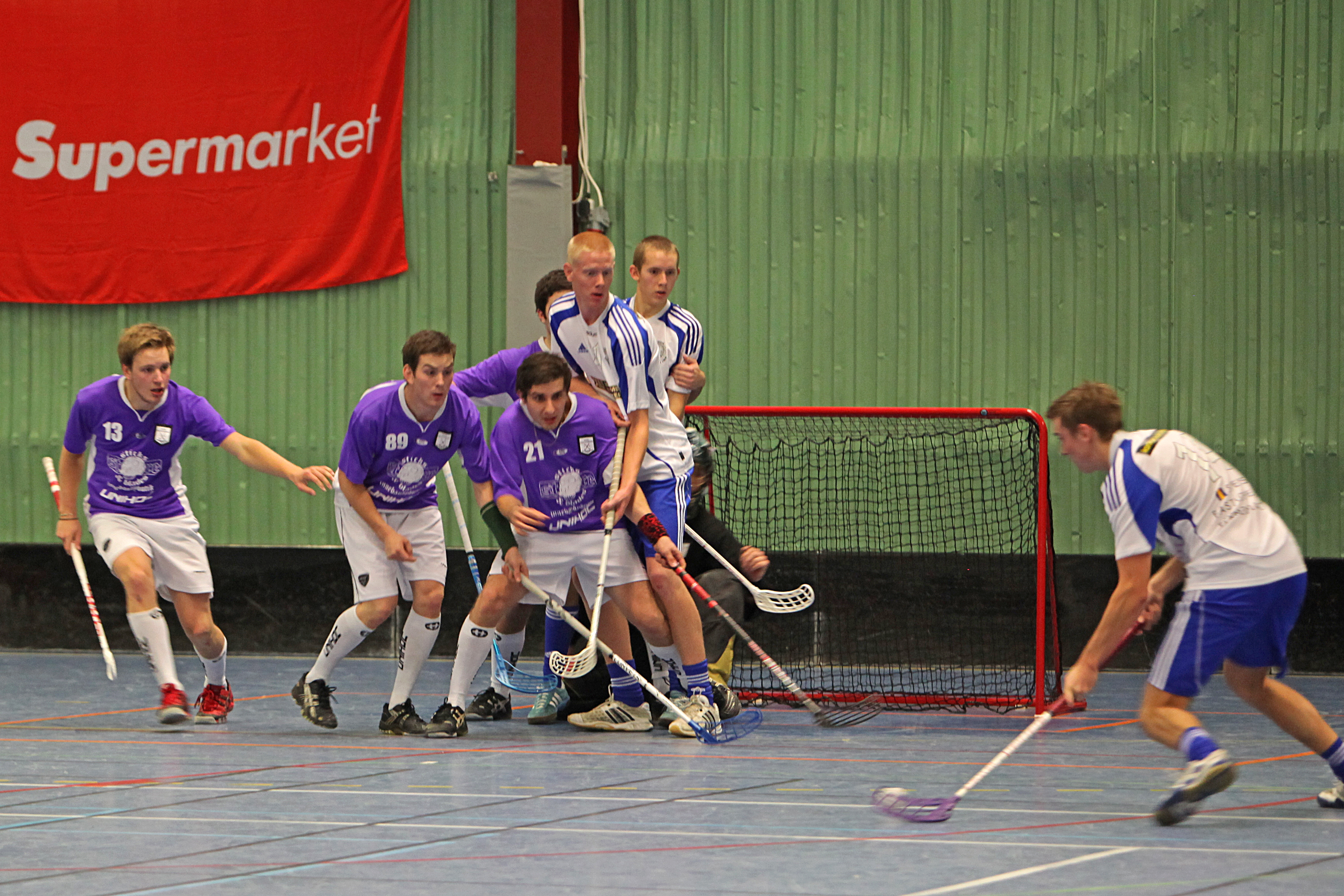
En match mellan Vaxholms IBF och Salems IF

Salems IF är en innebandyförening i Salem. Föreningen grundades den 19 mars 1996 av Lennart och Christer Asp. Den 18 mars 2006 firade föreningen 10-årsjubileum.
Lagen i föreningen är från P90 upp till P98 plus A-lag, damlag och juniorer.

## A-laget
Salems A-lag bildades i samband med att föreningen grundades. Säsongen 1996/97 vann laget serien i division 7. Under säsongen 2005/2006 gick laget obesegrat genom division 4 och gått upp i division 3, mycket tack vare lagets nya coach Jan Björk.
Laget var under den senaste säsongen förstärkt med ett flertal juniorer. Detta bidrog säkerligen till seriesegern också, med en blandning av veteraner och juniorer.
Richard Gårdman kom in i föreningen inför säsongen 2011/12 då Salem spelade i division 2. Det året vann Salem serien och blev därmed en klubb på förbundsnivå, för första gången i klubbens historia. I division 1 överraskade Salem stora delar av innebandysverige när man slutade på en andra plats som nykomlingar. Men det var inte problemfritt. I början av säsongen valde Richard Gårdman att avgå. Han kom dock tillbaka efter två veckor och fortsatte på den inslagna vägen. Han lämnade sedan permanent efter säsongen.
Nicklas Hedstål blev efterträdare. Många meriterade värvningar har gjorts, såsom Richard Berg och Jonas Steffen. Första matchen vanns med 16-0, varav Richard Berg gjorde fem av målen. Säsongen avslutades med att Salem tog steget upp till Allsvenskan, en sensationell bedrift.
I Allsvenskan har Salem spelat ett spel som inget annat lag spelar nämligen Man-Man över hela banan. Som nykomlingar var Salem länge och nosade på kvalplatserna till Svenska Superligan men fick till slut nöja med sig med en sjätteplats. Året därefter 2015/16 slutade Salem trea i Allsvenskan och fick kvala till SSL. Dock förlorade man i två raka matcher mot Team Thoréngruppen, som slutligen tog steget upp. Efter säsongen lämnade Nicklas Hedstål tränaruppdraget för Pixbo Wallenstam. Efterträdare blev den assisterande tränaren och tidigare juniortränaren Jonny Lindström.
Under Jonny Lindström som huvudtränare i tre säsonger kvalade Salem till Superligan samtliga säsonger. Säsongen 2017/18 förlorade laget i sudden death i den direkt avgörande matchen mot FBC Kalmarsund. 

## Landslagsspelare
Sex säsonger i följd har spelare representerat Salems IF i det svenska U-19 landslaget. Tobias Lindström (född 1994) ingick även i landslaget för födda 1993. Inom parentes framgår det vilket landslag spelaren tillhörde. 
Spelare i det svenska U-19 landslaget (7 st):
Tobias Lindström (93/94), Jesper Thorberg (94), Tobias Bergfors (95), Jesper Lindström (96), Karljohan Ahlroth (97), Kevin Haglund (98), Jacob Kauppinen (98), Dennis Andersson (99), Patrik Gustavsson (99/00), Sebastian Thorberg (00) och Isak Bengtsson (00). Utöver detta har Albin Hedståhl och Gustav Wadell, båda födda 2000, med Salems IF som moderklubb representerat U-19 landslaget. 
Dessutom har Daniel Girys (Polen) och Filip Wicher (Tyskland) representerat respektive landslag när de tillhört Salems IF. Båda spelarna var med i VM 2010 som avgjordes i Finland.